# Jean Lemieux (hockey sur glace)
Pour les articles homonymes, voir Jean Lemieux.
Jean Louis Lemieux (né le 31 mai 1952 à Noranda dans la province de Québec au Canada) est un joueur professionnel canadien de hockey sur glace. Il évoluait au poste de défenseur et a joué durant les années 1970 dans la Ligue nationale de hockey avec les Flames d’Atlanta et les Capitals de Washington.

## Biographie
Lemieux est le 34e choix au total, le troisième par les Flames d'Atlanta au repêchage amateur de la LNH 1972. Sa meilleure saison à vie est celle de 1971-1972 avec les Castors de Sherbrooke où il réalise une saison de 20 buts, 50 passes et 70 points. Il est repêché aussi par les Nordiques de Québec, le 12 février 1972, au repêchage général des joueurs de l'Association mondiale de hockey. Le 1er juin 1973, il est repêché au Repêchage des joueurs professionnel de l'AMH par les Cougars de Chicago.
Le 22 janvier 1976, il est échangé aux Capitals de Washington par les Flames d'Atlanta avec Gerry Meehan et le choix de premier tour au repêchage de 1976, précédemment acquis des Sabres de Buffalo et qui s'avère être Greg Carroll, contre Bill Clement.
Du point de vue professionnel, sa meilleure saison est celle de 1976-1977 avec les Indians de Springfield dans la Ligue américaine de hockey où il récolte une production de 17 buts et 28 passes pour 45 points.

## Statistiques
| Saison     | Équipe                          | Ligue      |     | Saison régulière | Saison régulière | Saison régulière | Saison régulière | Saison régulière |   | Séries éliminatoires | Séries éliminatoires | Séries éliminatoires | Séries éliminatoires | Séries éliminatoires |
| Saison     | Équipe                          | Ligue      | PJ  | B                | A                | Pts              | Pun              | PJ               | B | A                    | Pts                  | Pun                  |                      |                      |
| 1969-1970  | Castors de Sherbrooke           | LHJMQ      | 54  | 7                | 23               | 30               | 32               | -                | - | -                    | -                    | -                    |                      |                      |
| 1970-1971  | Castors de Sherbrooke           | LHJMQ      | 62  | 18               | 37               | 55               | 22               | 11               | 2 | 5                    | 7                    | 4                    |                      |                      |
| 1971-1972  | Castors de Sherbrooke           | LHJMQ      | 61  | 20               | 50               | 70               | 32               | 4                | 1 | 4                    | 5                    | 15                   |                      |                      |
| 1972-1973  | Knights d'Omaha                 | LCH        | 64  | 10               | 32               | 42               | 35               | 11               | 4 | 5                    | 9                    | 0                    |                      |                      |
| 1973-1974  | Voyageurs de la Nouvelle-Écosse | LAH        | 24  | 3                | 7                | 10               | 6                | -                | - | -                    | -                    | -                    |                      |                      |
| 1973-1974  | Flames d'Atlanta                | LNH        | 32  | 3                | 5                | 8                | 6                | 3                | 1 | 1                    | 2                    | 0                    |                      |                      |
| 1974-1975  | Flames d'Atlanta                | LNH        | 75  | 3                | 24               | 27               | 19               | -                | - | -                    | -                    | -                    |                      |                      |
| 1975-1976  | Voyageurs de la Nouvelle-Écosse | LAH        | 11  | 1                | 9                | 10               | 2                | -                | - | -                    | -                    | -                    |                      |                      |
| 1975-1976  | Flames d'Atlanta                | LNH        | 33  | 4                | 9                | 13               | 10               | -                | - | -                    | -                    | -                    |                      |                      |
| 1975-1976  | Capitals de Washington          | LNH        | 33  | 6                | 14               | 20               | 2                | -                | - | -                    | -                    | -                    |                      |                      |
| 1976-1977  | Indians de Springfield          | LAH        | 65  | 17               | 28               | 45               | 11               | -                | - | -                    | -                    | -                    |                      |                      |
| 1976-1977  | Capitals de Washington          | LNH        | 15  | 4                | 4                | 8                | 2                | -                | - | -                    | -                    | -                    |                      |                      |
| 1977-1978  | Bears de Hershey                | LAH        | 55  | 7                | 25               | 32               | 12               | -                | - | -                    | -                    | -                    |                      |                      |
| 1977-1978  | Capitals de Washington          | LNH        | 16  | 3                | 7                | 10               | 0                | -                | - | -                    | -                    | -                    |                      |                      |
| 1978-1979  | Voyageurs de la Nouvelle-Écosse | LAH        | 63  | 6                | 37               | 43               | 14               | 10               | 1 | 8                    | 9                    | 2                    |                      |                      |
| Totaux LNH | Totaux LNH                      | Totaux LNH | 204 | 23               | 63               | 86               | 39               | 3                | 1 | 1                    | 2                    | 0                    |                      |                      |